# 刺客信条：婆罗门
《刺客信条：婆罗门》（英語：Assassin's Creed: Brahman）是刺客信条虚构宇宙下的一部漫画作品。 由UbiWorkshop出版，是卡梅伦·斯图尔特和卡尔·克施尔继《刺客信条：堕落》、《刺客信条：锁链》后出品的刺客信条漫画集的第三部 。

## 情节
故事讲述了印度刺客阿尔巴兹·米尔（Arbaaz Mir，直译为鹰的贵族）对抗一位拥有伊甸碎片的暴虐统治者的冒险历程。

## 游戏改编
2016年1月发行的《刺客信条：编年史》中的印度部分是《刺客信条：婆罗门》的续作。